# Atrococcus luffi
Atrococcus luffi  (лат.) — вид полужесткокрылых насекомых-кокцид рода Atrococcus из семейства мучнистые червецы (Pseudococcidae).

## Распространение
Европа: Великобритания (Channel Islands) и Италия.

## Описание
Питаются соками корней растений, например, таких, как Caryophyllaceae: Silene maritima; Spergularia rupicola; Cistaceae: Helianthemum; Plumbaginaceae: Armeria vulgaris.
Вид был впервые описан в 1901 году английским энтомологом Робертом Ньюстедом (академик RS, Robert Newstead; 1859—1947). Atrococcus luffi включён в состав рода Atrococcus вместе с видами A. altaicus, A. bartangica, A. groenlandensis, A. labiatarum, A. colchicus, A. gouxi, A. melanovirens, A. pauperculus, A. salviae, A. saxatilis, A. suaedae, A. zirnitsi и другими таксонами.